# Maria Despas
Maria Despas (Sídney, 3 de mayo de 1967) es una deportista australiana que compitió en esquí acrobático. Ganó una medalla de plata en el Campeonato Mundial de Esquí Acrobático de 2001, en la prueba de baches.

## Medallero internacional
| Campeonato Mundial | Campeonato Mundial | Campeonato Mundial | Campeonato Mundial |
| Año                | Lugar              | Medalla            | Competición        |
| ------------------ | ------------------ | ------------------ | ------------------ |
| 2001               | Whistler (Canadá)  | Medalla de plata   | Baches             |